# دميترو بويكو (مبارز)
دميترو بويكو (مواليد 16 يناير 1986) هو مبارز بالسيف أوكراني، مثّل بلاده في الألعاب الأولمبية الصيفية 2012.

## روابط خارجية
دميترو بويكو على موقع الاتحاد الدولي للمبارزة (الإنجليزية)
- دميترو بويكو على موقع أوليمبيديا (الإنجليزية)